# Alsvidr und Arvakr
Alsvidr und Arvakr (auch Alsvinn und Arvakr, nordisch „Allgeschwind“ und „Frühwach“) sind in der nordischen Mythologie ein Pferdepaar, das den Wagen der Sonnengöttin Sol über den Himmel zieht. Die beiden Pferde finden ihre einzige Erwähnung in der Gylfaginning und dem Grímnismál.
Alsvidr wurde von den Göttern Runen in den Huf, Arvakr ins Ohr eingeritzt. Der Schild Swalin schützt sie vor der Gluthitze der Sonne. Das Gespann wird ständig vom Wolf Skalli verfolgt und zur Eile angetrieben.